# Dębowiec (województwo lubuskie)
Dębowiec (niem. Eichberg) – osada siedziba sołectwa w Polsce położona w województwie lubuskim, w powiecie międzyrzeckim, w gminie Bledzew.
W latach 1975–1998 miejscowość położona była w województwie gorzowskim.